# Galactea
Galactea is een geslacht van Phasmatodea uit de familie Diapheromeridae. De wetenschappelijke naam van dit geslacht is voor het eerst geldig gepubliceerd in 1908 door Redtenbacher.

## Soorten
Het geslacht Galactea omvat de volgende soorten:
- Galactea galacptera (Haan, 1842)
- Galactea stercoraria Redtenbacher, 1908
- Galactea titschacki Günther, 1932
- Galactea winkleri Günther, 1932